# Psittacanthus divaricatus
Psittacanthus divaricatus är en tvåhjärtbladig växtart som först beskrevs av Carl Sigismund Kunth, och fick sitt nu gällande namn av George Don jr. Psittacanthus divaricatus ingår i släktet Psittacanthus och familjen Loranthaceae. Inga underarter finns listade i Catalogue of Life.